# Hérodiens (secte)
Cet article traite des Hérodiens en tant que secte ou parti du Ier siècle. Pour la généalogie des descendants d'Hérode Ier le Grand, voir l'article Hérodiens.

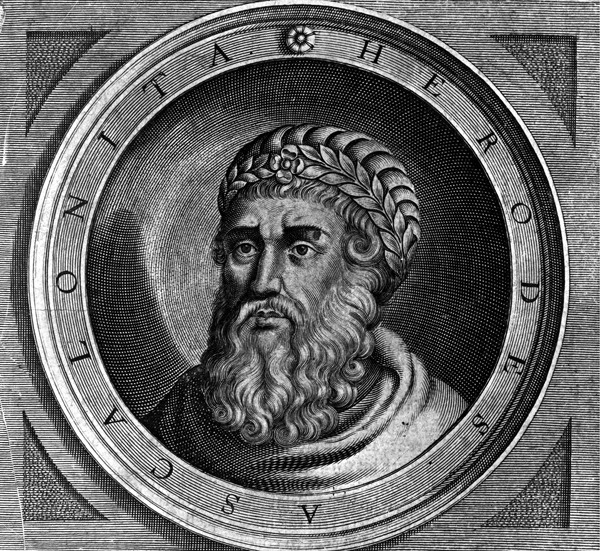
une image d'Hérode

Le nom « hérodiens » (en grec Ἡρῳδιανοι) semble renvoyer aux Sadducéens qui sont favorables à la famille hérodienne, aux partisans d'Hérode ou aux gens à leur solde. Ce parti hérodien n'est mentionné que par les évangiles (Mt 22,16 et Mc 3,6, Mc 12,13). Au IVe siècle, Épiphane de Salamine en fait une secte.

## Dans les évangiles
Les hérodiens sont mentionnés dans le Nouveau Testament comme s'étant, en deux occasions – l'une en Galilée et l'autre à Jérusalem – opposés à Jésus.
Dans deux passages de l'évangile selon Marc, les hérodiens sont associés aux pharisiens comme adversaires de Jésus. Le second de ces passages, repris dans l'évangile selon Matthieu, concerne le paiement de l'impôt à l'empereur romain où Jésus prononce la célèbre phrase : « Rendez donc à César ce qui est à César, et à Dieu ce qui est à Dieu (Mc 12,17, Mt 22,21). » Les hérodiens semblent être des Sadducéens qui sont favorables à la famille hérodienne, des « partisans d'Hérode ou aux gens à sa solde. »

## Chez les Pères de l'Église
Les hérodiens, en tant que secte, sont décrits, au IVe siècle (v. 375), par Épiphane de Salamine, dans son Panarion. Selon Épiphane, les hérodiens croyaient qu'Hérode en personne était ce christ « attendu dans toutes les écritures de la Loi et les prophètes. » François Blanchetière met en doute cette qualification de secte faite pour la première fois par Épiphane. Il estime que les hérodiens ne sont pas à mettre au même rang que des sectes juives citées par Flavius Josèphe puis par Justin de Naplouse et Hégésippe comme les Pharisiens, les Sadducéens, les Esséniens, la Quatrième philosophie, les samaritains, les Baptistes ou les Hémérobaptistes. Il en est de même pour « les Scribes », mentionnés plusieurs fois dans les évangiles où ils sont présentés « comme une sorte de corps constitué. »
La notice sur les Hérodiens d'Épiphane de Salamine indique que ceux-ci faisaient d'Hérode le Grand (roi jusqu'en 4 av. J.-C.)  le Messie en s'appuyant sur certaines phrases du prophète Isaïe. Il conteste naturellement cette interprétation en essayant de montrer que ces phrases s'appliquent beaucoup mieux à Jésus qu'à Hérode. Le pseudo-Tertullien reprend le même type d'informations. Peu après Épiphane, « Philastre de Brescia identifie le Messie des Hérodiens avec Hérode Agrippa Ier », lui aussi souvent simplement appelé « Hérode » dans nombre de sources comme les Actes des Apôtres, tout comme son oncle Hérode Antipas, dans les évangiles synoptiques.

## Éventuelle secte
La secte, dont une centaine de manuscrits a été retrouvée près des ruines de Qumrân, est un mouvement de « Zadokites ». Ses membres se réclament du grand prêtre Tsadoq (le Juste), qui pourrait être la racine du mot Saducéens.
En s'appuyant sur les propos d'Épiphane de Salamine et du pseudo-Tertullien, Robert Eisenman émet l'hypothèse que, pour gagner des adhérents, le parti hérodien défendait l'idée que l'établissement d'une dynastie hérodienne était propice à l'établissement de la théocratie. Pour lui, les Hérodiens seraient désignés sous le nom de « Boéthusiens » dans la littérature rabbinique du fait qu'ils étaient favorable à Boethos, dont la fille, Mariamne, fut l'une des épouses d'Hérode le Grand. Cette identification des Hérodiens et des Boéthusiens n'est toutefois pas reprises par la recherche historique. Pour Simon Claude Mimouni, les Boéthusiens sont une grande famille sacerdotale appartenant au mouvement Sadducéen qui a successivement été favorable aux Hasmonéens puis aux Hérodiens.

## Hypothèse
Tout comme d'autres historiens, comme Marie-Françoise Baslez, R. Eisenman estime aussi que Paul de Tarse a pu être membre de la famille d'Hérode le Grand, notamment en s'appuyant sur la phrase de l'Épître aux Romains où Paul écrit : « Saluez Hérodion [Ἡρῳδίων], mon parent (Rm 16,11) ». Le nom « Hérode » n'est connu que dans la famille du roi de Judée au point qu'il semble être devenu un titre. Il figure sur les monnaies d'Hérode Archélaos puis Hérode Antipas, alors qu'il est absent des monnaies de leur demi-frère Philippe qui est tétrarque de Bathanée à la même époque (4 av. J.-C.-34). Hérodion est un diminutif d'Hérode, qui a d'ailleurs été donné par Hérode le Grand à l'une de ses forteresses. Pour M.-F. Baslez, ce diminutif « indique des liens entre sa famille et la descendance d'Hérode le Grand et suggère qu'il fut élevé auprès d'un prince de cette dynastie, dans une position subalterne : peut-être s'agit-il d'Aristobulos dont la maison vient d'être nommée. »
Eisenman voit une relation entre Paul — dont le nom juif est Saul, qu'il faut prononcer « Shaoul » /ʃaul/ — et un personnage que Flavius Josèphe définit comme « Saül, un parent d'Agrippa II ». C'est un petit-fils que Salomé la sœur d'Hérode le Grand a eu avec Costobar. Flavius Josèphe lui est très hostile. Il apparaît à Jérusalem au début de la Grande révolte juive (66), dont il se désolidarise immédiatement. Cestius, le Légat de Syrie, l'envoie ensuite en Achaïe à la tête d'une délégation auprès de Néron, qui séjourne alors en Grèce, pour qu'il fasse retomber la responsabilité du déclenchement des hostilités sur Gessius Florus. Si cette identification était exacte, elle expliquerait pourquoi Paul a passé l'hiver 66/67 à Nicopolis avant de se rendre à Éphèse où il a été très mal reçu, puis arrêté pour être jugé à Rome. Toutefois cette identification n'a pas rencontré une grande réception auprès des autres historiens.